# Fédération d'Oman de football
La Fédération d'Oman de football (Oman Football Association (en) OFA) est une association regroupant les clubs de football d'Oman et organisant les compétitions nationales et les matchs internationaux de la sélection d'Oman.
La fédération nationale d'Oman est fondée en 1978. Elle est affiliée à la FIFA depuis 1980 et est membre de l'AFC depuis 1979.